# Wen Ho Lee
Wen Ho Lee (chinês: 李文和, pinyin: Lǐ Wénhé; Taiwan, 21 de dezembro de 1939) é um cientista taiwanês-estadunidense que trabalhou para a Universidade da Califórnia no Laboratório Nacional de Los Alamos. Ele criou simulações de explosões nucleares para propósitos de inquérito científico, bem como para melhorar a segurança e confiabilidade do arsenal nuclear dos EUA. Um júri federal acusou-o de roubar segredos sobre o arsenal nuclear dos EUA para a República Popular da China em dezembro de 1999.
Após investigadores nacionais serem incapazes de provar essas acusações iniciais, o governo conduziu uma investigação separada, e no fim foi capaz de condenar Lee pelo manuseio impróprio de dados restritos, 1 das 59 acusações.
Em junho de 2006, Lee recebeu US$1,6 milhões do governo federal mais 5 organizações de mídia, como parte de um acordo civil que Lee iniciou contra eles por terem vazado seu nome à imprensa antes de quaisquer acusações serem confirmadas.
O juiz federal James A. Parker eventualmente pediu desculpas para o Lee por negar a ele sua fiança e pô-lo em solitária, e criticou o governo por má-conduta e representações falsas à corte.